# GSC3969-168
GSC3969-168 — хімічно пекулярна зоря спектрального класу B9, що має видиму зоряну величину в смузі V приблизно  9,5.

## Пекулярний хімічний склад
Зоряна атмосфера GSC3969-168 має підвищений вміст 
Cr
.